# منكوجكيون

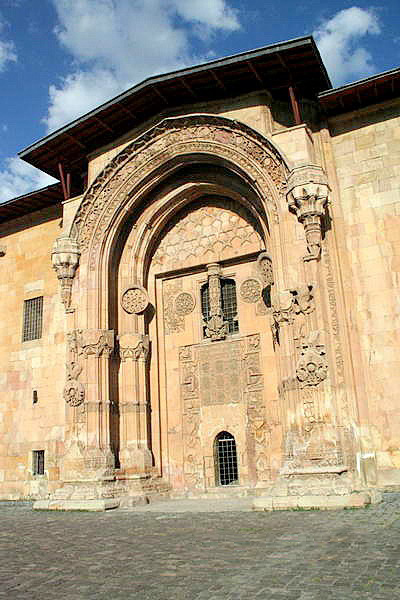
المسجد الكبير في ديوركي

المنكوجكيون هم إحدى سلالات أمراء الأناضول في الفترة الأولى لحكم الأمراء، أسست بعد معركة ملاذكرد وقد حكموا منطقة شملت إرزينجان وكماخ وشيبينكاراهيشار ودیوركی ومنطقة الأناضول الشرقية في القرنين الثاني عشر والثالث عشر

## منكوجك أحمد غازي
المعلومات المتوافرة عن مؤسس الإمارة منكوجك أحمد غازي قليلة، فمن المحتمل أنه كان أحد القادة العسكريين للسلاجقة أٌرسل من قبل السلطان ألب أرسلان لغزو مناطق الأناضول بعد معركة ملاذكرد، وقد بدأت إماراته بعد سنوات من معركة ملاذكرد. قسمت الإمارة بعد موت إسحاق سنة 1142 إلى إمارتين الأولى حكمت منطقة حكمت إرزينجان وكماخ وقد خضعت إمارة أرزنجان إلى سلطة سلاجقة الروم سنة 1228. والأخرى حكمت ديوركي وانتهت على أيدي خانات المغول في سنة 1277.

## الحكام
| ????-1118            | منكوجك أحمد                                                       | منكوجك أحمد                                                       | منكوجك أحمد                                                       | منكوجك أحمد                                                       |
| 1118-1142            | إسحاق بن مكوجك                                                    | إسحاق بن مكوجك                                                    | إسحاق بن مكوجك                                                    | إسحاق بن مكوجك                                                    |
| إمارة إرزينجان وكماخ |                                                                   |                                                                   |                                                                   |                                                                   |
| 1142-1165            | داود شاه بن إسحاق                                                 | داود شاه بن إسحاق                                                 | داود شاه بن إسحاق                                                 | داود شاه بن إسحاق                                                 |
| 1165-1225            | فخر الدين بيهرام شاه                                              | فخر الدين بيهرام شاه                                              | فخر الدين بيهرام شاه                                              | فخر الدين بيهرام شاه                                              |
| 1225-1228            | علاء الدين داود شاه                                               | علاء الدين داود شاه                                               | علاء الدين داود شاه                                               | علاء الدين داود شاه                                               |
| 1228                 | الضم إلى سلاجقة الروم                                             | الضم إلى سلاجقة الروم                                             | الضم إلى سلاجقة الروم                                             | الضم إلى سلاجقة الروم                                             |
| إمارة ديوركي         |                                                                   |                                                                   |                                                                   |                                                                   |
| 1142-1175            | سليمان بن إسحاق                                                   | سليمان بن إسحاق                                                   | سليمان بن إسحاق                                                   | سليمان بن إسحاق                                                   |
| 1175-1197            | سيف الدين شاهنشاه                                                 | سيف الدين شاهنشاه                                                 | سيف الدين شاهنشاه                                                 | سيف الدين شاهنشاه                                                 |
| 1197-1229            | سليمان الثاني                                                     | سليمان الثاني                                                     | سليمان الثاني                                                     | سليمان الثاني                                                     |
| 1229-1242            | حسام الدولة أحمد شاه                                              | حسام الدولة أحمد شاه                                              | حسام الدولة أحمد شاه                                              | حسام الدولة أحمد شاه                                              |
| 1242-1252            | ملكشاه بن أحمد                                                    | ملكشاه بن أحمد                                                    | ملكشاه بن أحمد                                                    | ملكشاه بن أحمد                                                    |
| 1252                 | الضم إلى الدولة السلجوقية والنهاية التامة ستة 1277 على يد المغول. | الضم إلى الدولة السلجوقية والنهاية التامة ستة 1277 على يد المغول. | الضم إلى الدولة السلجوقية والنهاية التامة ستة 1277 على يد المغول. | الضم إلى الدولة السلجوقية والنهاية التامة ستة 1277 على يد المغول. |